# Bruce Bethke
Bruce Bethke (Milwaukee, aprile 1955) è uno scrittore statunitense di romanzi di fantascienza.

## Biografia
Nato nel 1955 a Milwaukee, Wisconsin, vive e lavora nel Minnesota.
È autore di numerosi racconti di fantascienza, due romanzi e due romanzamenti da film oltre ad articoli e manuali d'argomento informatico.
Nel 1995 il suo romanzo Fuori di testa (Headcrash) ha ricevuto il Premio Philip K. Dick.
Ha coniato nel 1980 il termine Cyberpunk unendo i termini Cibernetica e Punk per un suo racconto uscito tre anni dopo, sebbene solo in seguito la parola è divenuta una corrente letteraria grazia all'editore Gardner Dozois e ad autori come William Gibson e Bruce Sterling.

## Opere

### Racconti
- Cyberpunk (1983)

### Romanzi
- Maverick (1990)
- Fuori di testa (Headcrash) (1995), Roma, Fanucci, 1997 traduzione di Giancarlo Carlotti ISBN 88-347-0573-4

### Romanzamenti
- Rebel Moon (1996)
- Wild wild west (2000)